# Пермський трамвай

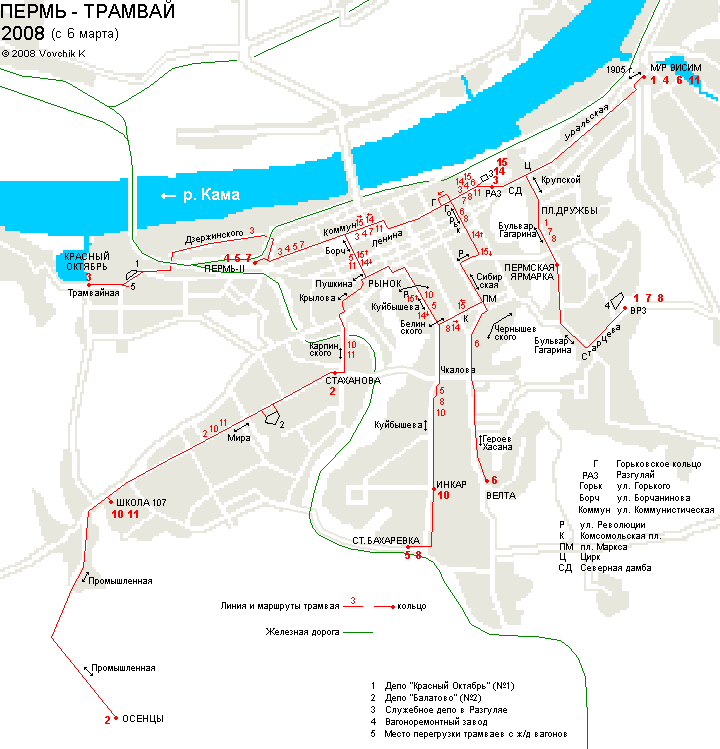
Схема ліній пермського трамвая на мапі міста

Пермський трамвай — діюча трамвайна мережа у місті Перм, Росія з 1929 року.

## Історія
Перша лінія трамвая проходила з Мотовилихи через Разгуляй, де знаходився перший трампарк, по вулиці Леніна до перехрестя з вулицею Красноуфимською (нині — Куйбишева).
1931 року лінію продовжено до залізничної станції Перм II, побудували ще одну лінію — по вулиці Карла Маркса (нині — вул. Сибірська).
1949 року побудовано депо «Червоний Жовтень».
1957 року побудовано депо «Балатово», відкрита лінія в Осенці.
У 1960-х роках побудовані лінії: по вулиці Крупської та бульвару Гагаріна до вулиці Ушинського (потім продовжена до вагоноремонтного заводу), лінія по мосту через річку Кама, продовжена лінія від Осенців до нових хімічних підприємств (так званий «Швидкісний трамвай»).
У 1970-х роках до Пермі почали надходити нові трамваї КТМ-5 і на початку 1977 року вони остаточно витіснили старі КТМ-2/КТП-2, приблизно тоді ж був закритий трампарк в Разгуляї.
У 1969 році в центрі міста з половини вулиці Леніна, що прямує до вокзалу, була знята трамвайна лінія і замість неї потім був пущений тролейбусний маршрут № 7. Сама лінія остаточно не прибрана, а перенесена на паралельну вулицю Комуністичну (нині — вул. Петропавлівська), тому вона не втратила своїх пасажирів. Незабаром була знята лінія маршруту № 6 по вулиці Карла Маркса (нині — вул. Сибірська) до Річкового вокзалу і замінена тролейбусним маршрутом № 3.
У перебудовний час були закрито дві окраїнні лінії: маршрут на правий берег Ками (1970—1987), що працював сезонно і «швидкісний» трамвай в південну промзону (1976—1991), замінено службовими автобусами. Обидві лінії були розібрані на початку 1990-х років. Також наприкінці 1990-х років закрито Пермський вагоноремонтний завод (ВРЗ), що працював з 1967 року.

## Маршрути
| Перелік діючих трамвайних маршрутів в місті Перм | Перелік діючих трамвайних маршрутів в місті Перм | Перелік діючих трамвайних маршрутів в місті Перм                                                                       | Перелік діючих трамвайних маршрутів в місті Перм | Перелік діючих трамвайних маршрутів в місті Перм |
| №                                                | Початкова пункт                                  | Маршрут руху | Кінцевий пункт                                   |                                                  |
| ------------------------------------------------ | ------------------------------------------------ | --- | ------------------------------------------------ | ------------------------------------------------ |
| 3                                                | Станція Перм II                                  | Пермський державний університет — вул. Даншина — М'ясокомбінат — Локомотивне депо — Маргариновий завод — вул. Желябова | ВАТ «Червоний Жовтень»                           |                                                  |
| 4                                                | Станція Перм II                                  | вул. Попова — ЦУМ — Цирк                                                                                               | Мікрорайон «Вісим»                               |                                                  |
| 5                                                | Станція Перм II                                  | вул. Хохрякова — вул. Леніна — Центральний колгоспний ринок — ПК Свердлова — АТ «Інкар»                                | Станція Бахарівка                                |                                                  |
| 6                                                | Мікрорайон «Вісим»                               | Цирк — вул. Максима Горького — пл. Карла Маркса                                                                        | ВО «Велта»                                       |                                                  |
| 7                                                | Станція Перм II                                  | ЦУМ — Цирк — Пермський ярмарок                                                                                         | ВАТ «ВРЗ»                                        |                                                  |
| 8                                                | АТ «Інкар»                                       | ПК ім. Свердлова — вул. Белинського — пл. Карла Маркса — вул. Максима Горького — Цирк                                  | Мікрорайон «Вісим»                               |                                                  |
| 10                                               | Школа № 107                                      | вул. Стахановська — Центральний колгоспний ринок — пл. Карла Маркса                                                    | Вул. Максима Горького                            |                                                  |
| 11                                               | Станція Осенці                                   | Школа № 107 — вул. Стахановська — вул. Пушкіна — вул. Борчанінова — ЦУМ — Цирк                                         | Мікрорайон «Вісим»                               |                                                  |
| 13                                               | Станція Перм II                                  | вул. Леніна — Драмтеатр — вул. Хохрякова — Університет — вул. Желябова                                                 | ВАТ «Червоний Жовтень»                           |                                                  |

## Рухомий склад
| Статистика рухомого складу станом на 01.01.2019 | Статистика рухомого складу станом на 01.01.2019 |
| Модель                                          | Кількість                                       |
| ----------------------------------------------- | ----------------------------------------------- |
| 71-623-00                                       | 38                                              |
| 71-605 (КТМ-5М3)                                | 26                                              |
| KTM-19KT                                        | 18                                              |
| 71-608КМ                                        | 17                                              |
| 71-605А                                         | 15                                              |
| БКМ 60102                                       | 12                                              |
| 71-619К                                         | 9                                               |
| 71-623-01                                       | 6                                               |
| 71-608К                                         | 5                                               |
| Всього:                                         | 146                                             |

## Трамвайні депо
- «Червоний Жовтень» — використовується як ремонтне відділення
- «Балатово» — з 1 грудня 2009 року звідси здійснюється випуск вагонів на всі міські маршрути.

## Галерея

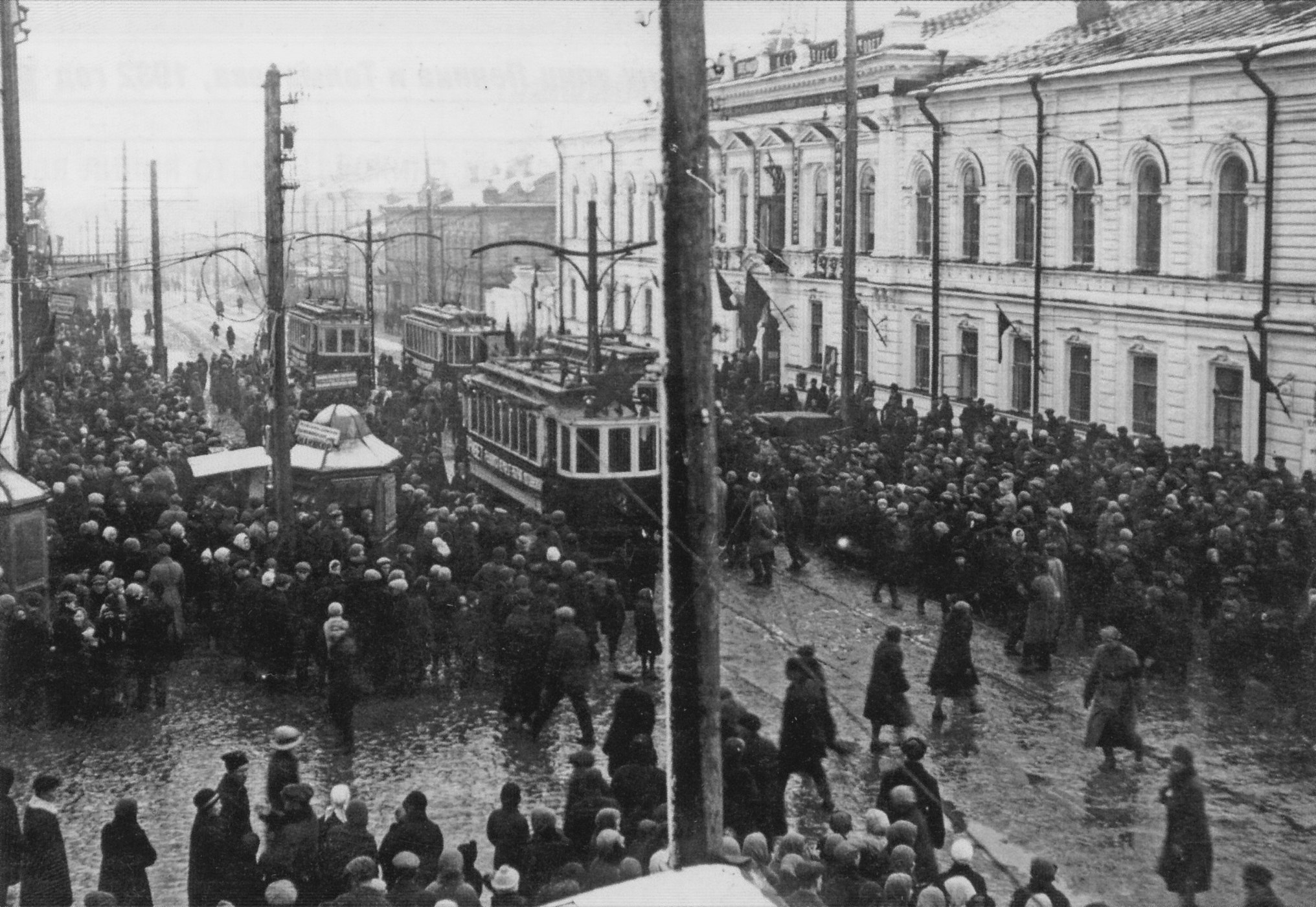
Мітинг на честь відкриття трамвайного руху 7 листопада 1929 року
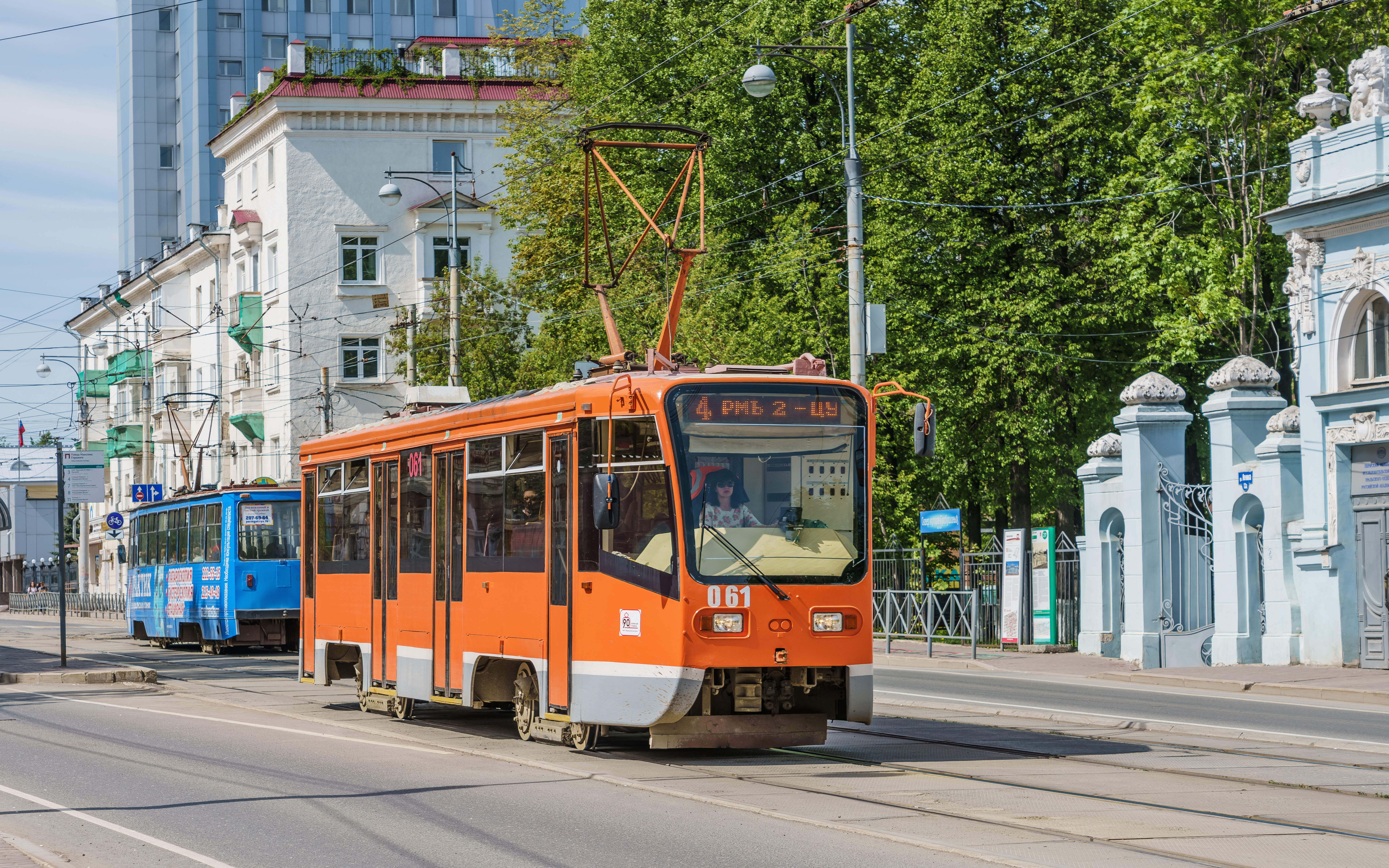
KTM-19 на вулиці Леніна
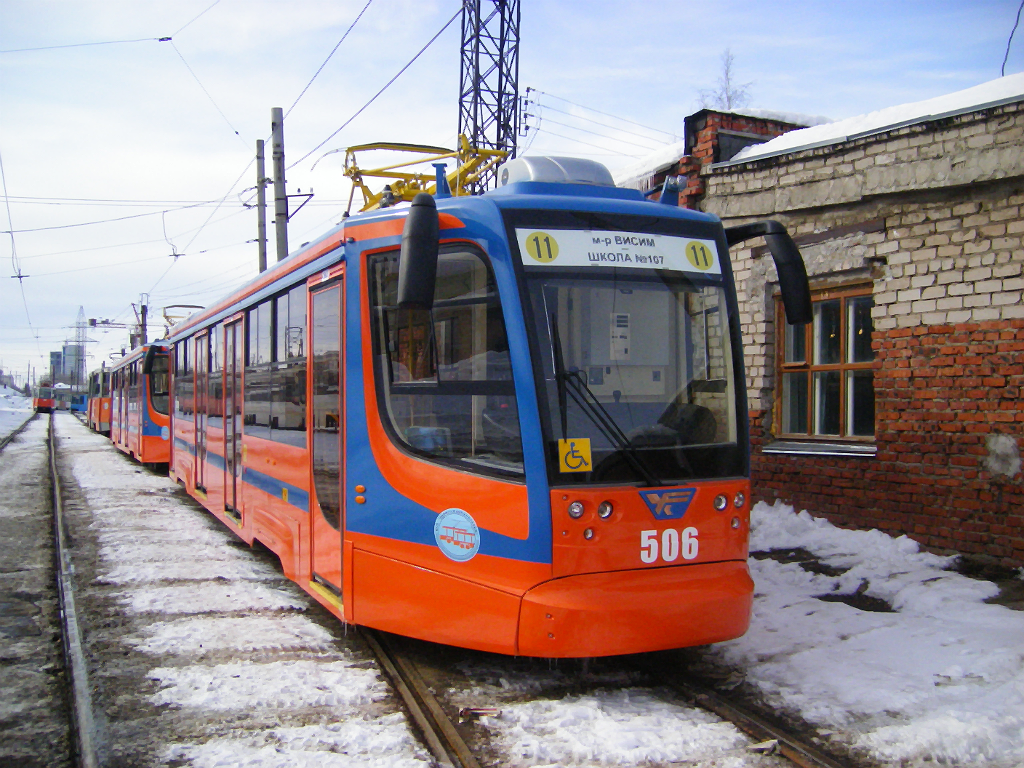
KTM-23 у депо «Балатово»
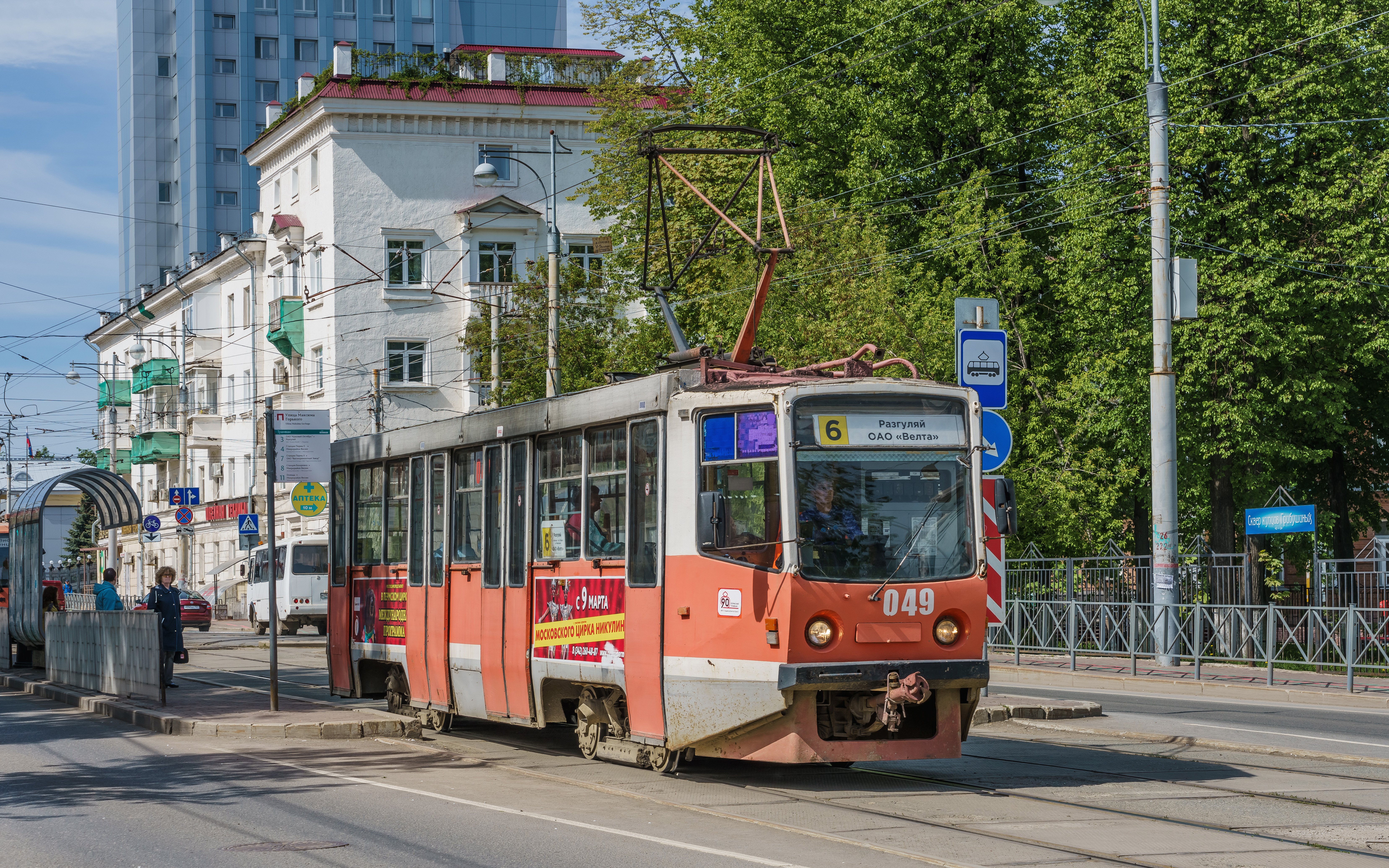
KTM-8 на вулиці Леніна
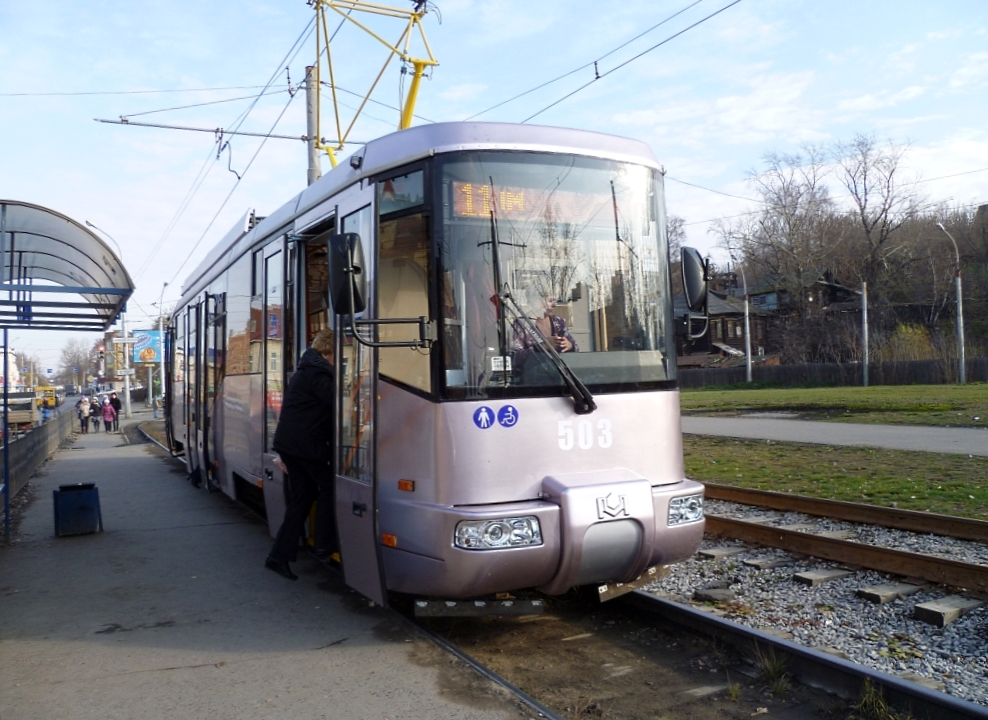
БКМ 62103
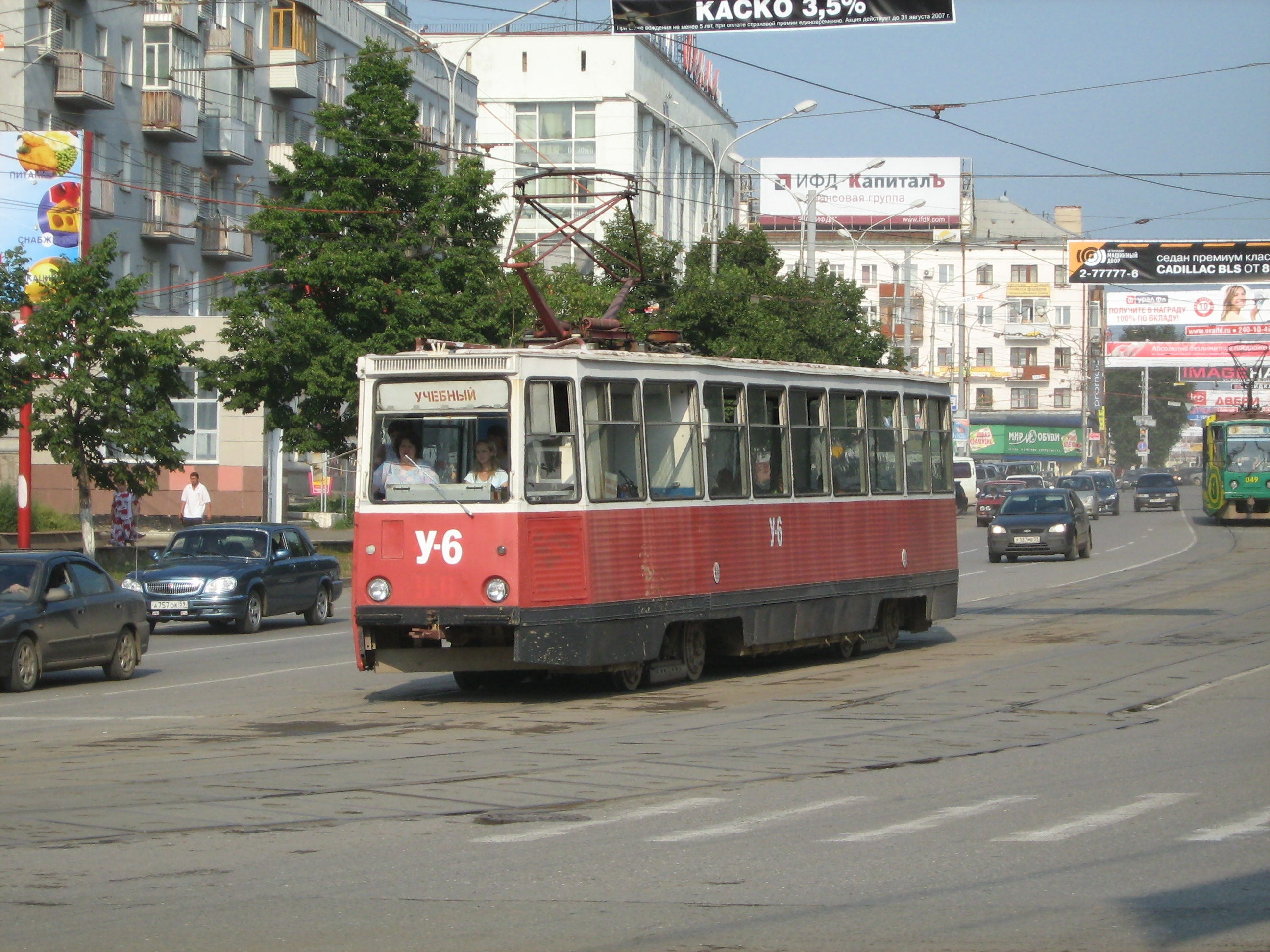
Навчальний трамвай (модель 71-605)